# Xã North Prairie, Quận McHenry, Bắc Dakota
Xã North Prairie (tiếng Anh: North Prairie Township) là một xã thuộc quận McHenry, tiểu bang Bắc Dakota, Hoa Kỳ. Năm 2010, dân số của xã này là 103 người.